# Maigret s'amuse
Maigret s'amuse est un roman policier de Georges Simenon publié en 1957. Il fait partie de la série des Maigret.
L'écriture de ce roman s'est déroulée du 6 au 13 septembre 1956 dans sa propriété dénommée Golden Gate, située dans le riche quartier de La Californie, sur les hauteurs de Cannes (Alpes-Maritimes).

## Personnages
- La victime
  - Eveline Jave, née Le Guérec : 28 ans, épouse de Philippe Jave.

- Entourage de la victime
  - Philippe Jave : 44 ans, médecin, marié, une fille de 3 ans.
  - Gilbert Négrel : médecin, remplaçant du docteur Jave, célibataire, 30 ans
  - Martine Chapuis : licenciée en droit et étudiante en médecine, fiancée de Négrel, 24 ans
  - Antoinette Chauvet : fille de la bonne des Jave, maîtresse de Philippe, 29 ans

- Autres personnages
  - Lassagne : jeune journaliste dont Maigret lit les chroniques
  - Albert Janvier : inspecteur de la PJ.

## Résumé
Le roman comporte 8 chapitres.
Maigret est déterminé, pour des raisons de santé, de prendre de vraies vacances. Il donne à la P.J. son adresse aux Sables-d'Olonne, mais est bien décidé de rester incognito à Paris où il compte flâner à son aise en compagnie de Mme Maigret. Il apprend incidemment, en lisant les journaux, que l'on a découvert boulevard Haussmann, dans un placard du laboratoire du docteur Jave, le corps entièrement nu de son épouse Eveline. Une injection de digitaline, qui aurait été inoffensive pour certains, a provoqué la mort d'Eveline, atteinte du syndrome d'Adams-Stokes. L'affaire est d'autant plus curieuse qu'Eveline était censée se trouver en vacances à la Côte d'Azur en compagnie de son mari qui s'était fait remplacer à Paris. 
Petit à petit, Maigret se passionne pour l'enquête que mène en son absence l'inspecteur Janvier et dont il ne prendra connaissance que par la lecture régulière des journaux, tout en poursuivant ses promenades dans Paris avec son épouse avec qui il va au cinéma et mange dans des restaurants. Malgré son envie, il s'interdira de se montrer au quai des Orfèvres, se contentant d'envoyer de temps en temps à Janvier de brefs billets anonymes susceptibles de l'orienter vers telle ou telle direction. 
La concierge, la bonne et le docteur Négrel, confrère de Jave qui le remplace pendant les vacances, affirment ne pas avoir vu Eveline Jave le samedi où, revenue secrètement à Paris par avion, elle a été tuée. On apprend que son mari est lui aussi venu à Paris ce jour-là par un autre avion. Il déclarera être resté chez sa maîtresse (la fille de sa bonne) tout le temps de son séjour, croyant sa femme chez une amie à Saint-Tropez. 
Le comportement d'Eveline est au centre de l'intrigue : ayant découvert l'importance de sa maladie à l'âge de 13 ans, elle avait voulu profiter de la vie au maximum et a eu des aventures avec des hommes mariés à Concarneau,  sa ville natale ; aussi son père − riche usinier en conserverie – avait-il été heureux de s'en débarrasser en la mariant à un médecin parisien, ignorant de toutes ces rumeurs. Plus tard, elle s'était entichée du jeune  docteur Négrel et en était devenue sa maîtresse jusqu'au jour où celui-ci avait rencontrée sa future fiancée. Frustrée tant par son amant que par son mari, elle s'était prise d'une addiction aux bijoux de valeur qu'elle accumulait compulsivement, finissant par endetter son époux.
Le jour de sa mort, Eveline était venue rejoindre Négrel pendant ses consultations dans le cabinet de son mari pour une ultime conversation : elle voulait l'empêcher d'épouser Martine Chapuis, sa fiancée. Ennuyé, Négrel avait repoussé ses avances et quitté plus tôt que prévu le cabinet médical. Jave était alors survenu, avait tué sa femme et l'avait déshabillée afin de faire peser les soupçons sur son confrère. Ainsi l'inspecteur Janvier, aidé par quelques coups de pouce « anonymes » de Maigret, peut mener à bon terme sa première enquête. Mais il indiquera à Maigret qu'il sait qu'il a été aidé discrètement par le commissaire en lui envoyant un billet anonyme sur laquelle il a simplement écrit en lettres capitales : « MERCI, PATRON ». Le roman se termine par le retour du commissaire à son domicile en pleine nuit ; il demande à sa femme de faire les valises : les vacances commencent maintenant. Ils prennent un taxi et trouvent une chambre d'hôtel à Morsang-sur-Seine.

## Aspects particuliers du roman
L’enquête, ici, est suivie de l’extérieur, et non depuis les coulisses de la P.J., ce qui permet à Maigret d’être attentif aux réactions de l’homme de la rue en face d’une affaire à sensation rapportée par la presse : « le public est toujours moins bête qu’on ne le pense ».
Une question qui est clef dans la résolution de l'énigme est de comprendre pourquoi la victime a été retrouvée nue. Maigret avancera vers la solution grâce à la fiancée de Négrel qu'il a rencontrée dans le café en face de son bureau − qu'il surveille de loin, de l'autre côté de la Seine − où Janvier mène l'interrogatoire final et qu'il a invité à dîner pour l'amener à lui faire des confidences. 
On notera l'étourderie de Simenon qui, lorsqu'il évoque Maigret gamin, situe son enfance à Paray-le-Frésil, oubliant « Saint Fiacre » ; car depuis L'affaire Saint Fiacre, roman paru en 1932, on sait que Maigret est né et a passé son enfance à « Saint-Fiacre » très inspiré dans sa description, il est vrai, de Paray-le-Frésil où le jeune Simenon résida.

## Espace
Il est lié :
1° à l’enquête officielle : Paris (boulevard Haussmann, rue des Saints-Pères,
rue du Bac). Cannes. Concarneau  ;
2° aux promenades de Maigret et de son épouse à travers Paris.

## Temps
Époque contemporaine ; l’enquête dure cinq jours et se déroule au début d’août.

## Éditions
- Prépublication en feuilleton dans le quotidien Le Figaro, n° 3861-3883 du 4 février au 1er mars 1957
- Édition originale : Presses de la Cité, 1957
- « Tout Simenon », tome 8, éd. France Loisirs, 1990, pages 713 à 809  (ISBN 2-7242-6094-5), réédité chez éd. Omnibus, 2002  (ISBN 978-2-258-06049-4).
- Livre de Poche, n° 14318, 2007  (ISBN 978-2-253-14318-5)
- Tout Maigret, tome 7, Omnibus,  2019  (ISBN 978-2-258-15048-5)

## Adaptations
- Sous le titre Maigret's Little Joke, téléfilm anglais de Terence Williams avec Rupert Davies, diffusé en 1963
- Sous le titre Maigret incognito, téléfilm néerlandais avec Jan Teulings, diffusé en 1968
- Maigret s'amuse, téléfilm français de René Lucot avec Jean Richard, diffusé en 1983